# 埠頭区
埠頭区（ふとう-く）は中華人民共和国黒竜江省にかつて存在した区。現在の道裏区に相当する。

## 設置
1907年（光緒33年）、東清鉄道管理局局長霍爾瓦特により『哈爾浜自治公議会章程』が公布され埠頭区が成立する。

## 廃止
1946年、道裏区と改称される。
| 前の行政区画 無 | 黒竜江省の歴史的地名 1907年 - 1946年 | 次の行政区画 道裏区 |